# ダレン・ナイシュ
- ダレン・ナイシュ[1]
- ダレン・ナッシュ[2]
- ダレン・ネイシュ[3]

ダレン・ナイシュ（Daren Naish、1975年9月26日 - ） は、イギリスの古脊椎動物学者兼サイエンスライター。サウサンプトン大学で地質学の学位を取得後、ポーツマス大学でイギリスの古生物学者デイヴィッド・マーティルの下で古脊椎動物学を学び、修士号と博士号を取得した。2006年にはブログ Tetrapod Zoology を開設した。

## 研究
ナイシュは化石海洋爬虫類の研究に取り組むことを目指して古生物学の研究を始めたが、彼は博論文で基盤的ティラノサウルス上科の獣脚類であるエオティラヌスを2001年にスティーヴ・ハットらと共に命名し、この研究で知られるようになった。彼はウェールデン超層群の獣脚類テココエルルスとカラモスポンディルスおよびアリストスクスについて論文を発表した。マーティルやディノ・フレイと共にナイシュは違法に入手されたブラジルのコンプソグナトゥス科の獣脚類ミリスキアを命名した。2004年にナイシュとギャレス・J・ダイクは議論の続くローマのヘプタステオルニス化石に新たな解釈を与えた。この化石は他の研究者により巨大なフクロウあるいはトロオドン科恐竜ないしドロマエオサウルス科恐竜であると提唱されていたが、ナイシュとダイクはこれをアルヴァレスサウルス科恐竜でありヨーロッパから最初に報告された同科の属であると反論した。その後、ヨーロッパの他のアルヴァレスサウルス科の断片標本が報告されている。
また、ナイシュは竜脚類の恐竜や翼竜、海生爬虫類、ウミガメ、海生哺乳類などその他化石脊椎動物も研究しており、これらの論文は動物学の観点から執筆されてもいる。1990年代には研究の進んでいなかったクジラ類の一連の論文を発表し、2004年にはニュージーランドの巨大なデルコートオオヤモリの総説論文を発表した。
2004年にナイシュらは北アメリカに生息したブラキオサウルス科のサウロポセイドンに近縁とみられるワイト島の巨大な竜脚類の恐竜を記載し、この恐竜は非公式にアングロポセイドン ("Angloposeidon") と呼称された。2006年のスペインからのトゥリアサウルスの記載以前では、ヨーロッパから報告された恐竜ではアングロポセイドンが最大の恐竜であった。2005年にはナイシュは新種の白亜紀のウミガメであるアラリペミス・アートゥリをデイヴィッド・マーティルらと共に記載し、2006年には彼と共に南アメリカの鶏冠のある翼竜トゥプクスアラとタラソドロメウスの改訂論文を発表。2007年から2008年の間には両者はイギリスの恐竜の主要な改訂論文を発表し、さらにナイシュは Barbara Sánchez-Hernández やマイケル・ベントンと共にスペインのテルエル県ガルベの脊椎動物化石の論文を発表した。ガルベの化石はイスティオダクティルス科の翼竜やヘテロドントサウルス科およびスピノサウルス亜科の化石が包含されている点で重要である。2007年にナイシュはポーツマスを拠点とする古生物学者マイケル・P・テイラーと共に新属の竜脚類ゼノポセイドンの記載論文を共同執筆した。2008年にはマーク・P・ウィットンと共にアズダルコ科翼竜を評価し、アズダルコ科はコウノトリやジサイチョウ属のようなジェネラリストであり、幅広い環境で小型動物や腐肉を採餌していたと提唱した。同年にマーク・テイラーやマット・ウェデルと共に竜脚類の首の姿勢についての論文も発表した。2010年にはキリンが水に浮くことができるという仮説を論文にした。2011年にはデイヴ・ホーンカットヒルと共に恐竜と翼竜の相互選択の論文を発表。2013年にはワイト島から産出したアズダルコ科の翼竜ヴェクティドラコ・デイジーモリサエを記載した。また、2013年にはウィットンと共にアズダルコ科翼竜の陸上歩行についての自らの2008年の追随論文を発表した。2015年にはナイシュらはトランシルヴァニアの未命名の新たな翼竜の分類群について論文を発表した。
2017年、新種のピコドン科魚類 Scalacurvichthys naishi がナイシュにちなんで命名された。

## 出版物

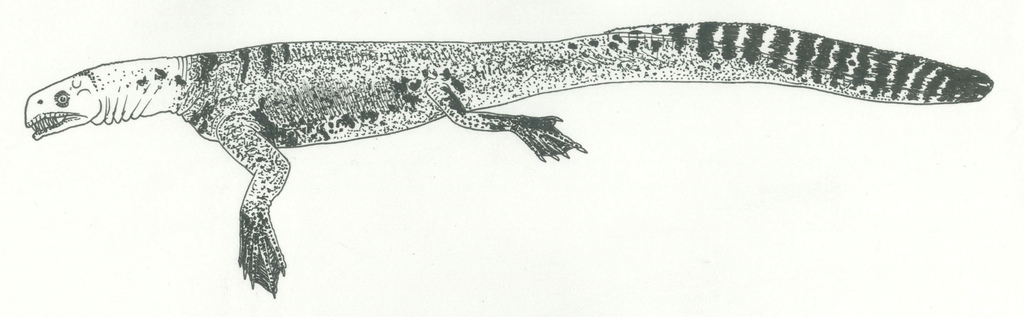
先史時代の海生爬虫類ヘルヴェティコサウルスのナイシュによるイラスト

ナイシュは先史時代の動物について人気の書籍を複数出版しており、具体的には Dinosaurs: How They Lived and Evolvedや、ポール・バレットとの共著 Dinosaur Record Breakers (Carlton Kids 2018)、デイヴィッド・ランバートやエリザベス・ワイズと共同執筆したDK社の  Encyclopedia of Dinosaurs and Prehistoric Life (2003)、デイヴィッド・マーティルとの共著である Palaeontological Association の Dinosaurs of the Isle of Wight (2001)、テレビシリーズ『ウォーキングwithダイナソー〜驚異の恐竜王国』に合わせてデイヴィッド・マーティルと共同執筆した Walking with Dinosaurs: The Evidence (2000)がある。2010年には単独で The Great Dinosaur Discoveries を出版。
2017年にはミニエッセイのコレクションを通して進化の話題に関する基本的な疑問に答える本 Evolution in Minutes を出版した。
また、ナイシュは未確認動物学の本も執筆している。Hunting Monsters: Cryptozoology and the Reality Behind the Mythsやジョン・コンウェイやC・M・コーセメンとの共著 Cryptozoologicon: Volume I がある。
日本では Dinosaurs: How They Lived and Evolved が『恐竜の教科書 最新研究で読み解く進化の謎』という題で日本語化され、2019年2月に創元社から出版された。2020年5月にはナイシュが監修した『恐竜と古代の生き物図鑑』（ジョン・ウッドワード著）が同じく創元社から発行が予定されている。また、彼の監修した『恐竜 驚きの世界 年代別に解き明かす先史から恐竜時代、人類創生の歴史百科』（原題: Dinosaurs a Children's Encyclopedia）は2012年7月にネコ・パブリッシングから出版されているほか、ネコ・パッシングは彼の執筆した『世界恐竜発見史―恐竜像の変遷そして最前線』を2010年8月に出版している。

### 書籍
- Naish, D. 2019. Hunting Monsters: Cryptozoology and the Reality Behind the Myths Sirius Publications.[40]
- Naish, D. 2017. Evolution in Minutes. Quercus. London.[36]
- Naish, D. 2017. Hunting Monsters: Cryptozoology and the Reality Behind the Myths. Sirius Publications.[37]
- Naish, D. Barrett, P. 2016. Dinosaurs: How They Lived and Evolved. Smithsonian Books.[29]
- Naish, D. 2015. Jurassic Record Breakers, Carlton Kids. London.[41]
- Conway, J., Kosemen, C. M. & Naish, D. 2013. Cryptozoologicon Volume I. Irregular Books.[38]
- Conway, J., Kosemen, C. M. & Naish, D. 2012. All Yesterdays: Unique and Speculative Views of Dinosaurs and Other Prehistoric Animals. Irregular Books.[42]
- Naish, D. 2011. Dinosaur Record Breakers. Carlton Books, London.[31]
- Naish, D. 2010. Tetrapod Zoology Book One. CFZ Press, Bideford.[43]
- Moody, R. T. J., Buffetaut, E., Naish, D. & Martill, D. M. 2010. Dinosaurs and Other Extinct Saurians: A Historical Perspective. Geological Society, London.[44]
- Naish, D. 2010. Dinosaurs Life Size. Barron's Educational Series, New York.[45]
- Naish, D. 2009. The Great Dinosaur Discoveries. A & C Black, London.[35]
- Martill, D. M. & Naish, D. 2001. Dinosaurs of the Isle of Wight. The Palaeontological Association, London.[33]
- Martill, D. M. & Naish, D. 2000. Walking With Dinosaurs: The Evidence. BBCワールドワイド, London.[34]

## メディアへの出演
ナイシュはイギリスのテレビ番組に幅広く出演しており、BBC News 24 やチャンネル4の Sunday Brunch、Richard & Judy、Live from Dinosaur Islandに出演。ドキュメンタリーではBBCの How to build a dinosaur（2011年）やITVの『イギリス恐竜図鑑』（2015年）に出演した。1990年代にはジャーナリストのジョン・ロンソンがプレゼンターを担当したチャンネル4の未確認動物学討論番組に出演。ワイト島の竜脚類アングロポセイドン、翼竜トゥプクスアラ、竜脚類ゼノポセイドンの彼の研究はニュースメディアで広く報道され、キリンが浮くという彼の研究論文も同様であった。
ナイシュはモントーク・モンスターやサンディエゴデーモン、エクスムーアの獣、ロシアの謎めいた怪物の死体といった未知の動物の死骸の話にも出演している。彼はタフォノミーの影響で見慣れた動物が判別できない状態になっているのだと強調した。
メディアに広く登場するナイシュによる人気の著書には Cryptozoologiconや All Yesterdays がある。

## ブログ

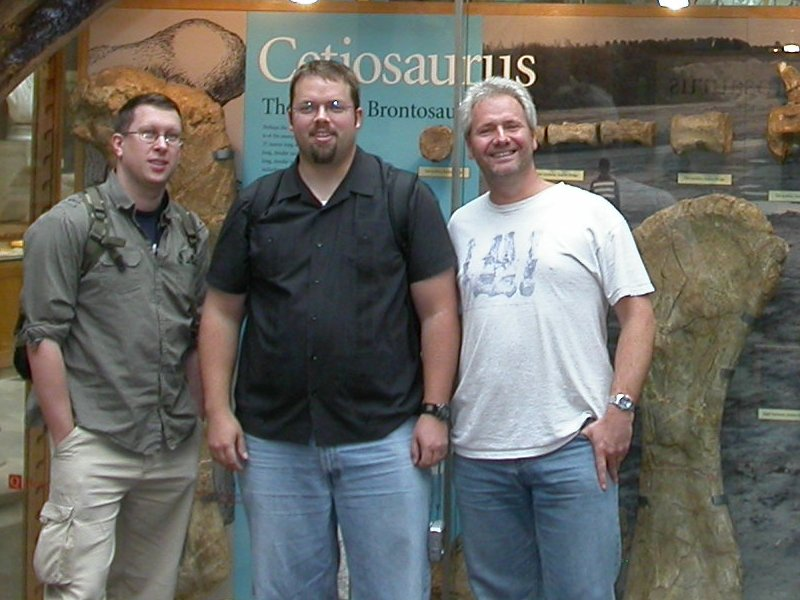
ナイシュとマット・ウェデルとマイケル・P・テイラー。SVPOWの著者

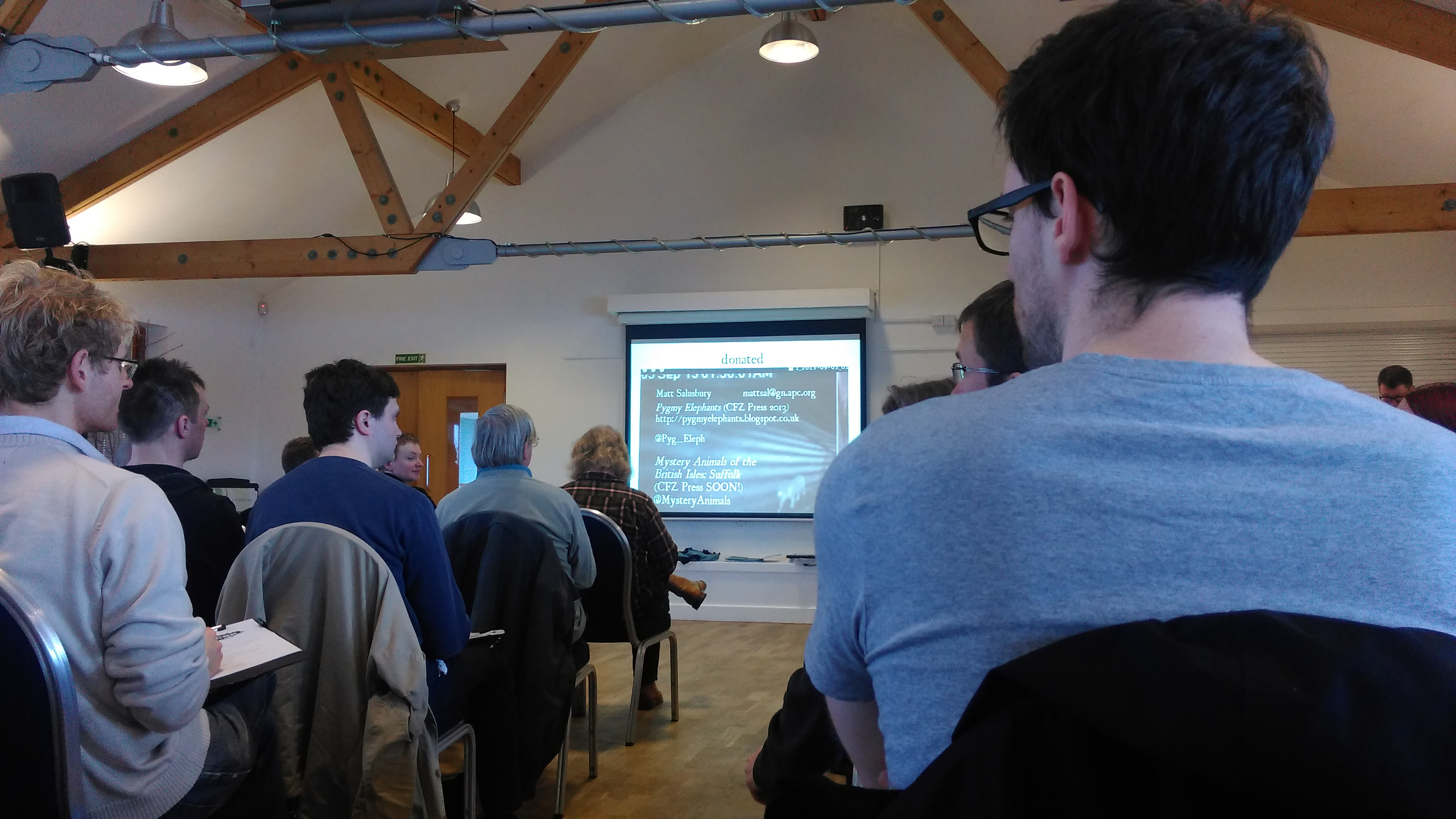
TetZooCon 2015。ロンドン・ウェットランド・センターにて

2006年にナイシュは動物学の様々な観点をカバーしたウェブブログ Tetrapod Zoology を開設し、2007年にScienceBlogsネットワークに参加した。2011年7月にブログはサイエンティフィック・アメリカンのブログネットワークへ移り、 2018年7月31日に独立した。Tetrapod Zoology は四足動物についての大半の話題をカバーしている。カエルや爬虫類、哺乳類、鳥類、恐竜、翼竜、未確認動物学について執筆された話題が通例人気である。また、ナイシュは古生物学者マイケル・P・テイラーとマット・ウェデルと共に週刊ブログ Sauropod Vertebra Picture にも記事を投稿している。
2010年にはナイシュは Tetrapod Zoology の初期の記事のコレクションを Tetrapod Zoology Book One というタイトルで書籍化した。

### ポッドキャスト
The Tetrapod Zoology Podcastが TetZooVerse の公式なポッドキャストとして2013年2月1日に配信された。このポッドキャストは四足動物と古脊椎動物学の全てをカバーしており、ナイシュとジョン・コンウェイが司会を務め、共著者兼未確認動物のアーティストであるメモ・コーズメンが全15話にレギュラー出演した。

### 集会
TetZooConはブログ Tetrapod Zoology の内容に関するものを主題とする一年に一度の集会である。この集会は2014年7月12日に初めて開催され、それ以来ロンドンの様々な会場で開催されている。様々なテーマのトークは古生物学から未確認動物学まで多岐に亘り、ワークショップもある。集会はナイシュとコンウェイが編成しており、ナイシュが一人でスピーチし、コンウェイがワークショップを担当することが多い。